# مسجد السيد صادق روحاني
مسجد السيد صادق روحاني هو مسجد تاريخي يعود إلى عصر القاجاريون، ويقع في قم.